# Ciberíada
Ciberíada es una colección de cuentos de ciencia ficción, en su mayoría independientes unos de otros, del escritor polaco Stanisław Lem. Es una continuación, más elaborada, de Fábulas de robots.  
Ciberíada fue publicada en 1965, y cuenta con dibujos de Daniel Mróz.

## Temática general
Dos robots constructores, Trurl y Clapaucio, viajan por el universo, a veces en pareja, a veces cada uno por su cuenta, para atender los encargos que les han hecho o precisamente para buscar encargos. Se trata de una época en la que coexisten los robots y los seres de carne y hueso, aunque en muchas civilizaciones sólo haya una de esas dos estirpes.
Los personajes destacados son en su mayoría robots o máquinas inteligentes de otros tipos. Las historias se centran en conflictos entre el individuo y la sociedad, en lo vano de la busca de la felicidad por medios técnicos y en cuestiones filosóficas.

## Los dos personajes principales: Trurl y Clapaucio
Cuando el Cosmos no estaba tan desajustado como hoy día y todas las estrellas guardaban un buen orden, de modo que era fácil contarlas de izquierda a derecha o de arriba abajo, reunidas además en un grupo aparte las de mayor tamaño y más azules, y las pequeñas y amarillentas, como cuerpos de segunda categoría, metidas por los rincones; cuando en el espacio no se vislumbraba ni rastro de polvo, suciedad y basura de las nebulosas, en aquellos viejos tiempos, tan buenos, existía la costumbre de que los constructores con Diploma de Omnipotencia Perpetua con nota sobresaliente fueran de vez en cuando de viaje para llevar a pueblos remotos ayuda y buenos consejos. Ocurrió, pues, que de acuerdo con esa tradición se pusieron en camino Trurl y Clapaucio, a quienes crear y apagar las estrellas no les costaba más que a ti cascar las nueces.

Los robots Trurl y Clapaucio son dos grandes constructores que pueden fabricar prácticamente cualquier cosa que se les ocurra y llegar a manipular la materia y la energía para casi cualquier propósito. En una ocasión, Trurl llega a fabricar una máquina que pueda extraer información útil de las partículas de gas que se mueven al azar, y la llama "demonio de segunda especie", entendiendo el de primera como un demonio de Maxwell. En otra ocasión, Trurl y Clapaucio reordenan las estrellas relativamente cercanas a su planeta para componer un rótulo publicitario que anuncie sus servicios. 
Grandes amigos y grandes rivales, cuando no están ocupados en sus casas o en la de uno de ellos materializando sus ingenios, Trurl y Clapaucio viajan por el universo para prestar ayuda a quienes la precisen. Dado que su manera de actuar es legítima y justa, no dudan en aceptar jugosas retribuciones por su trabajo; mas si la recompensa fue prometida y no se les llegó a dar, pueden llegar a castigar duramente a los defraudadores.

## El escenario de las historias
Los mundos de Ciberíada son en buena parte del estilo de un medievo fantástico, como conviene al recurso de las historias enmarcadas en otras, que se emplea en algunos relatos de esa colección y que es también propio de Las mil y una noches y de otras colecciones narrativas orientales. Algunos pasajes acentúan deliberadamente ese aspecto mediante la actuación de ciertos personajes según el protocolo de comportamiento observado en muchos cuentos de Oriente: una elegante hipocresía destinada a señalar la posición social de quien la ejerce, sea auténtica o falaz, muy a menudo una cosa y la otra, y a averiguar en lo posible las intenciones del interlocutor mientras se muestra de las propias sólo lo conveniente y de la manera que pueda resultar más conveniente. A lo largo de las historias de Ciberíada, desfilan reyes, consejeros reales y princesas; y en uno de los cuentos, hasta dragones. 
Los robots suelen ser antropomórficos, e incluso sexuados. Aunque a veces se emplee un lenguaje relacionado con la mecánica o con la cibernética para referirse a ellos, se dan el amor y el matrimonio entre los robots, y también los achaques físicos y los mentales, la vejez y la muerte; esta última, sobre todo en caso de accidente o de occisión. La muerte, no obstante, puede ser evitada mediante la reparación, y hasta revertida en algunos casos: el maestro de Trurl y Clapaucio, el gran Cerebrón, puede ser revivido en su misma tumba. 
El grado de desarrollo de las civilizaciones, sobre todo en lo que respecta a la técnica, también es de tipo medieval fantástico en algunos cuentos: un mundo de espadas, corceles robóticos y horcas. Pero al mismo tiempo se dan el viaje espacial, ingenios enormemente avanzados que a menudo son obra de los dos constructores o de otros, y armas y dispositivos futuristas, y hasta hay una civilización que ha alcanzado el máximo nivel de desarrollo posible, o, como se dice en el libro, la Fase Superior del Desarrollo.

## Los cuentos
- Expedición primera, o La receta de Garganciano (Wyprawa pierwsza, czyli pułapka Gargancjana). Trurl y Clapaucio encuentran un planeta dividido en dos partes, cada una de distinto color, por lo que ya se imaginan que cada zona es un país distinto, tal vez enfrentado con el otro. Para averiguarlo, conectan la radio, y al momento oyen una marcha militar. Deciden ofrecer sus servicios a los dos países por igual, y tenderán una trampa conjunta a sus dos gobiernos.

- Expedición primera A, o El electrobardo de Trurl (Wyprawa pierwsza A, czyli Elektrybałt Trurla). Modelando la historia de los seres inteligentes y muchas cosas más, cifrando conocimientos de poesía y de cibernética, Trurl construye un colosal robot poeta. Clapaucio se muestra escéptico en cuanto a las dotes líricas del electrobardo.

- Expedición segunda, o La oferta del rey Cruelio (Wyprawa druga, czyli oferta króla Okrucyusza). Los dos amigos han de construir una enorme bestia que satisfaga las pasiones cinegéticas de un rey muy exigente.

- Expedición tercera, o Los dragones de la probabilidad (Wyprawa trzecia, czyli smoki prawdopodobieństwa). Dejando aparte la banalidad de la existencia, y como descubrió en su día el gran Cerebrón, maestro de Trurl y de Clapaucio, existen tres clases de dragones: los iguales a cero, los imaginarios y los negativos. Aunque ninguno de ellos exista, cada una de esas tres clases tiene una inexistencia completamente diferente. Teniendo en cuenta que, en álgebra de dragones, si se multiplican dos dragones negativos se obtiene un infradragón en una cantidad aproximada de 0,6, Trurl construye un amplificador de la probabilidad para obtener la materialización de dragones negativos, y el éxito de la operación traerá problemas.

- Expedición cuarta, o Cómo Trurl se sirvió de un mujerotrón para liberar al príncipe Pantárctico de las torturas del amor, y cómo luego tuvo que usarse un lanzaniños (Wyprawa czwarta, czyli o tym jak Trurl kobietron zastosował, królewicza Pantarktyka od mąk miłosnych chcąc zbawić i jak potem do użycia dzieciomiotu doszło). Los servicios de Trurl son solicitados por el monarca de un mundo medieval: el príncipe languidece de amor, y Trurl intenta curarlo con una máquina que lo colme de atenciones amatorias. Al no dar resultado ese procedimiento y dado que la amada es la princesa del país enemigo, Trurl resuelve aumentar la población de ese país con una gran cantidad de niños hasta conseguir que ese rey enemigo dé su brazo a torcer y conceda la mano de la princesa.

- Expedición quinta, o Las travesuras del rey Balerión (Wyprawa piąta, czyli o figlach króla Baleryona). Al rey Balerión le gusta jugar, y promete un premio a quien le facilite el mejor escondite del mundo. Trurl y Clapaucio le ofrecerán el mejor escondite posible: el intercambio de personalidad, gracias a un ingenio que han construido. Para complicar las cosas, el juguetón rey, aun sin proponérselo pero como resultado de su carácter revoltoso, intercambiará su personalidad con la de Trurl, y Clapaucio se dará cuenta demasiado tarde.

- Expedición quinta A, o La consulta de Trurl (Wyprawa piąta A, czyli konsultacja Trurla). Cuento en prosa poética de tono infantil en el que Trurl libra a un mundo de un extraño ser empleando procedimientos burocráticos.

- Expedición sexta, o Cómo Trurl y Clapaucio crearon un demonio de segunda especie para vencer al pirata Morrón (Wyprawa szósta, czyli jak Trurl i Klapaucjusz demona drugiego rodzaju stworzyli, aby zbójcę Gębona pokonać). Los dos amigos son capturados por un pirata que tiene sed de conocimiento.

- Expedición séptima, o Cómo su propia perfección puso a Trurl en un mal trance (Wyprawa siódma, czyli o tym jak własna doskonałość Trurla do złego przywiodła). Un rey exiliado pide ayuda a Trurl, que se compadece de él y le construye un reino encerrado en una pequeña caja de cristal. Reconvenido después por Clapaucio, Trurl viajará con él hasta el lugar donde se encontraba el rey, y ambos conocerán el resultado de semejante solución.

- Cuentos de las tres máquinas fabulistas del rey Genialón (Bajka o trzech maszynach opowiadających króla Genialona). Un emisario de un lejano reino pide a Trurl que construya tres máquinas que narren cuentos para sosiego del espíritu del monarca: una de ellas habrá de contar historias que despierten la agudeza; la segunda, historias entretenidas; y una tercera, las que inciten a la reflexión y, por tanto, den la sabiduría. Este es el episodio más largo de la colección, y en él se desarrolla la técnica de las historias enmarcadas.

- Altruicina, o una historia verdadera donde se cuenta cómo el ermitaño Bonifacio quiso hacer feliz al Cosmos y cuáles fueron los resultados (Altruizyna, czyli opowieść prawdziwa o tym, jak pustelnik Dobrycy kosmos uszczęśliwić zapragnął i co z tego wynikło). Instado por Clapaucio, el ermitaño Bonifacio intentará hacer feliz a la gente empleando una droga propiamente telepática: causa que cada animal, humano o no, sienta lo mismo que los que se encuentren cerca. Mediante esa artimaña, Clapaucio y Bonifacio esperan conseguir que cada cual busque el bienestar de quienes tenga cerca.

En algunas ediciones de Ciberíada se incluyen tres cuentos que forman parte de la colección Fábulas de robots en otras ocasiones editoriales: Cómo se salvó el mundo (Jak ocalal swiat), La máquina de Trurl (Maszyna Trurla) y La gran paliza (Wielkie lanie), los tres con Trurl y Clapaucio como personajes principales.

## Historias de caballerías
En parte, los relatos son parodias de los libros de caballerías, de los cuentos de hadas o de unos y de otros, como ya ocurría más en general en Fábulas de robots. Como en esa colección pero con mayor calado, los cuentos de Ciberíada tratan aspectos psicológicos y de dinámica social mediante una forma que alude directamente a las aventuras de capa y espada propias de historieta gráfica o, mejor aún, de dibujos animados. Este procedimiento es empleado en Ciberíada en su manera más concentrada en algunos de los relatos enmarcados que componen el ciclo que constituye la historia más larga de la colección: Cuentos de las tres máquinas fabulistas del rey Genialón (Bajka o trzech maszynach opowiadających króla Genialona), y en ella, especialmente en las historias del rey Braguetano y el armario de los sueños.

## La técnica y los constructores
Algunas historias, empezando por la primera, presentan a Trurl y a Clapaucio empleando sus extraordinarias habilidades técnicas para ayudar a los habitantes de los mundos medievales, a menudo mediante la neutralización del poder de los déspotas.
En uno de sus viajes, el llamado La oferta del rey Cruelio (Oferta króla Okrucyusza), los dos amigos llegan a un planeta cuyo rey es un apasionado de la caza mayor. Como ya ha abatido a las bestias más temibles, Cruelio insta a los constructores de su reino a que le fabriquen monstruos cada vez más espantosos, y ya ha mandado ejecutar a los constructores visitantes por haberle servido fieras que no eran dignas de sus capacidades venatorias. Nada más aterrizar en el planeta, Trurl y Clapaucio son detenidos y obligados a construirle al rey un enemigo digno de su ferocidad en el plazo de doce días. Se enfrentan los visitantes, pues, con un dilema: si el rey mata al monstruo, serán ejecutados por incompetentes; y si es el monstruo quien mata al rey, entonces serán ejecutados por alta traición, ya que el sucesor querrá mostrar respeto al fallecido, sean cuales sean sus intenciones a plazo medio y a plazo largo. La solución que ponen en práctica consiste en la construcción de una bestia que resista los ataques de Cruelio, incluso con perros robóticos y misiles con cabezas nucleares, y después se transforme en varios oficiales de policía que le presenten al rey una orden de arresto. Así lo hacen, y es tal la sorpresa de Cruelio que los guardias en los que se ha transformado la bestia consiguen detenerlo con suma facilidad. Una vez puesto a buen recaudo el rey, sus hombres se afanan en buscarlo, y no lo consiguen, en parte porque media guardia real arresta a la otra media, y después se les hace saber que sólo será liberado Cruelio tras ser satisfechas meticulosamente las demandas de Trurl y Clapaucio, que no dudan en añadir algunas extravagantes solo por fastidiar y divertirse.   
En otra ocasión, en la historia llamada Cómo Trurl y Clapaucio crearon un demonio termodinámico de segunda especie para vencer al pirata Morrón (Jak Trurl i Klapaucjusz demona drugiego rodzaju stworzyli, aby zbójcę Gębona pokonać), los dos amigos son capturados por un pirata interestelar que les demanda ansiosamente algo que aún no tenga, pues ya lo tiene casi todo. Trurl le ofrece construir una máquina que convierta en oro el hidrógeno, aunque ya le advierte que puede hacerse manualmente, y se lo demuestra cogiendo protones y poniéndoles electrones alrededor. Pero ocurre que el pirata Morrón es un pirata diplomado, cultivado y muy sensible, así que no busca riquezas, sino conocimiento, y además, como objeta él mismo, el oro pierde su valor si es abundante. Entonces, Trurl le construye un aparato derivado del demonio de Maxwell; el ingenio observa las partículas en movimiento de los gases y lee las informaciones sobre acontecimientos pasados, presentes y futuros codificadas en los movimientos aleatorios de esas partículas. De esta suerte, toda la información del universo se halla disponible con facilidad, y el demonio la va registrando en una tira de impresión, pero, antes de que se dé cuenta de la inutilidad de la mayor parte de la información, Morrón se ve sepultado por una montaña de papel.

## La sociedad ideal y la busca de la felicidad
Lem tenía particular interés en la naturaleza de una sociedad ideal, y así lo plasmó en Congreso de futurología (Kongres futurologiczny, 1971), Regreso a Entia (Wizja lokalna, 1982) y Paz en la Tierra (Pokój na Ziemi, 1987).   

### La Fase Superior de Desarrollo
En el cuento Altruicina, o una historia verdadera donde se cuenta cómo el ermitaño Bonifacio quiso hacer feliz al Cosmos y cuáles fueron los resultados (Altruizyna, czyli opowieść prawdziwa o tym, jak pustelnik Dobrycy kosmos uszczęśliwić zapragnął i co z tego wynikło), alguien gravemente herido llega a casa de Trurl y le refiere una aventura de su amigo Clapaucio, que se desarrolla como sigue: 
Clapaucio encuentra a un viejo robot que le cuenta que ha llegado a saber que existe una civilización que ha alcanzado la Fase Superior de Desarrollo, y que ha conseguido saberlo mediante deducción lógica: si hay distintos grados de desarrollo, forzosamente ha de haber uno que sea el máximo; pero todas las civilizaciones sostienen hallarse en tal grado, así que, tras mucha investigación y mucha reflexión, el viejo robot ha llegado a la conclusión de que la única manera de hallarla es buscar un prodigio, o, lo que es lo mismo, algo para lo que no se tenga explicación racional. 
Clapaucio acaba encontrando algo que responde a esa característica: una estrella de forma cúbica orbitada por un planeta asimismo cúbico y con las gigantescas iniciales FSD en su superficie. Clapaucio se dirige al planeta, y allí ve a sus habitantes: un centenar de individuos que se limitan a estar tumbados y desocupados. Clapaucio se esfuerza en obtener información de ellos, que se cansan de su afán y lo despiden al espacio exterior con la nave cargada de regalos.
Clapaucio no se rinde, y construye una máquina colosal capaz de simular virtualmente todo el universo y la mente de un miembro de la civilización de esa Fase Superior de Desarrollo; y este ser virtual, simulación de otro altamente civilizado, será sometido a continuación al interrogatorio de Clapaucio. El ser virtual, al demandársele información, advierte de que ya se han dado más de seis millones de interrogatorios como ese, y de que su civilización, al haber alcanzado un supremo nivel de desarrollo hace ya largo tiempo, nada tiene ya que hacer. Clapaucio le pregunta por qué no se dedican a ayudar a otras civilizaciones, y la simulación le responde que ya lo intentaron, pero los esfuerzos fueron contraproducentes: como ejemplo, un planeta obsequiado con millones de aparatos cumplidores de deseos voló en pedazos en cuestión de horas. Ya cansado de las preguntas y las demandas de Clapaucio, el ser virtual le confiesa que hay una posible solución a los males de este mundo que aún no han probado, aunque se muestran bastante escépticos en cuanto a la conveniencia de su empleo: Clapaucio obtiene así la fórmula de la altruicina, droga que sirve para que los individuos de un área limitada compartan sus sensaciones y sus emociones; la supuesta utilidad consiste en hacer que cada cual procure el bienestar de los demás, pues será también el suyo.    
Haciendo empleo de la fórmula, Clapaucio obtiene una enorme cantidad de la sustancia y envía al robot ermitaño Bonifacio, que es quien cuenta la historia a Trurl, a probarla en un planeta habitado por humanos y otros animales. Bonifacio, disfrazado de humano, vierte la sustancia en un pozo. Al poco tiempo, algunos lugareños sufren los dolores del parto difícil de una vaca, la gente que sufre depresión es agredida sin piedad y los recién casados son acosados en su noche de bodas por una multitud arremolinada frente a su ventana. Como Bonifacio no parece sufrir en absoluto, se descubre su condición de robot, y entonces es golpeado y torturado, y después propulsado al espacio con un cañón. Tras su inesperado vuelo, Bonifacio cae cerca de la casa de Trurl. Tras contarle la historia, le asegura que su afán altruista se ha desvanecido para siempre.